# Gusztáv bátorságot merít
A Gusztáv bátorságot merít a Gusztáv című rajzfilmsorozat harmadik évadának hatodik epizódja.

## Rövid tartalom
Gusztáv itallal próbál gyámoltalanságán segíteni, de túllő a célon.

## Alkotók
- Rendezte és tervezte: Dargay Attila
- Forgatókönyvíró: Dargay Attila, Jankovics Marcell, Nepp József
- Zenéjét szerezte: Pethő Zsolt
- Operatőr: Nagy Csaba
- Hangmérnök: Horváth Domonkos
- Vágó: Czipauer János
- Háttér: Szálas Gabriella
- Rajzolták: Dékány Ferenc, Szemenyei András, Tóth Sarolta
- Színes technika: Dobrányi Géza, Kun Irén
- Gyártásvezető: Bártfai Miklós

Készítette a Pannónia Filmstúdió.